# Ferdinand von Lindemann
Carl Louis Ferdinand von Lindemann (Hannover, 12 aprile 1852 – Monaco di Baviera, 6 marzo 1939) è stato un matematico tedesco, noto soprattutto per la sua dimostrazione della trascendenza di {\displaystyle \pi } (1882).

## Biografia
Lindemann nacque ad Hannover in Germania. La famiglia si trasferì successivamente a Schwerin, dove Ferdinand iniziò gli studi. Studiò matematica a Gottinga, Erlangen e Monaco di Baviera. A Erlangen ricevette il dottorato, con la supervisione di Felix Klein, con una tesi sulle geometrie non euclidee.
Nel 1882 pubblicò il risultato per cui è più noto, la dimostrazione della trascendenza di {\displaystyle \pi }. La prova si basava sulla precedente dimostrazione di Charles Hermite della trascendenza di {\displaystyle e}, la base dei logaritmi naturali. Lindemann dimostrò in particolare che, dato un numero algebrico {\displaystyle a}, {\displaystyle e^{a}} è trascendente. Poiché {\displaystyle e^{i\pi }=-1} non è trascendente, si deduce che {\displaystyle i\pi } e quindi {\displaystyle \pi } non sono algebrici.
Precedentemente, Lindemann aveva già dimostrato che, se {\displaystyle \pi } fosse stato trascendente, allora l'antico problema della quadratura del cerchio con riga e compasso sarebbe stato irrisolvibile.